# یی اوی بنگ
یی اوی بنگ (이의방؛ ۱۱۲۱ – ۱۱۷۵) یک فرمانده نظامی در کره در طی دوره گوریو بود. او یکی از چندین دیکتاتور نظامی گوریو در پسایند شورش جنگجویان در سال ۱۱۷۰ به‌شمار می‌رفت.او بعد ها توسط  یکی از مقامات گوریو با نام جئونگ ترور شد.

## مقدمه
یی اوی بنگ ریشه ای از خاندان جونجو یی (전주이씨; 全州李氏) داشت. او بعدها به ارتش ملحق شد و پله‌های ترقی را یکی پس از دیگری پیمود. وی سرانجام به وزیری در دولت تحت تسلط مقامات مدنی تبدیل شد.

## شورش
او در اوت ۱۱۷۰ (بیست و چهارمین سال سلطنت پادشاه اویجونگ) به شورش رزمجویان گوریو پیوست. این قیام در اعتراض به وزرایی که به‌طور معمول کره را اداره می‌کردند، اتفاق افتاد. رهبران عمده این شورش جونگ جانگ بو و یی گو نام داشتند که احساس می‌کردند طرز برخورد با طبقه نظامیان به شدت ناجوانمردانه بود و در نتیجه برای یک کودتا به منظور پایه‌گذاری دولتی نظامی طرح‌ریزی کردند.
اویجونگ پادشاه گوریو بلافاصله برکنار شد و وزرای نظامی جدید پادشاه میونگ جونگ را به عنوان یک عروسک خیمه شب بازی به تخت نشاندند. یی با لقب وزیر با لیاقت به عنوان یکی از شخصیت‌های کلیدی در نظام جدید نام گرفت. همچنین وی به همراه سایر وزرا صاحب امتیازات ویژه‌ای شد. زمانیکه یی گو کوشید تا با طرح‌ریزی کودتایی بتواند دیکتاتوری را در سال ۱۱۷۱ از آن خود کند، اوی بنگ به دستور جونگ جانگ بو، یی گو را کنار زده و او را به قتل رساند.

## حکومت
یی به همراه جونگ ابعاد و قدرت ارتش را افزایش داد و مدیرانی از طبقه نظامیان را به دولت جذب کرد و آنان را در ادارات ملی که سابقاً توسط وزرای طبقه دانشور اشغال شده بودند به کار گمارد. در سال ۱۱۷۳ زمانیکه کیم بو دانگ وزیر طبقه دانشور کوشید تا پادشاه اویجونگ را به تخت سلطنت بازگرداند، یی قاطعانه پادشاه اسبق را به قتل رساند و از هرگونه تلاش‌های احیاگرانه بیشتر ممانعت به عمل آورد. با اثبات این شایستگی‌ها بود که او ترفیع بیشتری یافت و به سمت فرمانده نیروهای زمینی منصوب شد.
یی در طی حکومت مشترک با جونگ با یک سری از خیزش‌های رهبان بودایی از معابد مختلف سراسر کشور نیز مواجه شد. از این روی که گوریو از زمان اتحاد کره به دست تاجو وانگ گان به صورت رسمی کشوری بر پایه آیین بودایی بوده‌است، بودائیان تأثیر زیادی بر دولت داشتند و اغلب پادشاهان گوریو راهبان بزرگ بودایی را به منظور یاری رساندن در امورات ملی به سمت‌های حکومتی منصوب می‌کردند. به دلیل روند فزاینده شورش‌های بودایی، یی شخصاً نیروهایش را به منظور فرونشاندن این شورش‌ها رهبری می‌کرد و به معابد بودایی یورش می‌برد. او با قوای نیرومندش در کشور به تاخت و تاز پرداخته و به آن معابد حمله و آنان را مورد غارت قرار می‌داد.
در آن زمان ژنرالی از مرز شمال غربی به نام جو وی چونگ در تلاش برای آغاز یک شورش برآمد. یی با به قتل رساندن مادحین این شورش به مانند یون اینمی که اصلیتی از سوگیونگ داشت، واکنش نشان داد. او به خاطر این طرز برخورد حمایت و لطف مردم را از دست داد و زمانیکه که سعی کرد شورش را سرکوب کند، در این امر ناکام ماند.

## سقوط و مرگ
یی برای بدست آوردن قدرت بیشتر در تلاش برای کنار زدن جونگ برآمد و سعی کرد تا دخترش را به عنوان همسر شاهزاده وارد قصر کند. این اقدام از نظر عینی به انجام نرسید و در عوض موقعیت سیاسی یی را در معرض خطر قرار داد. به سبب این حرکت، متعاقباً رسته تهاجمی دوم جو به رهبری جونگ گیون پسر جونگ جانگ بو توانستند یی اوی بنگ و حامیانش را کشته و دختر وی را از خاندان سلطنتی حذف کنند. اما دیری نپایید که جونگ جانگ بو نیز به قتل رسید و دیکتاتور جوان و صالحی به نام گیونگ ته سیونگ قدرت را در اختیار گرفت.

## ارزیابی
میراث اصلی ژنرال یی اوی بنگ در تعادل به دست آمده از طریق پاکسازی دانشوران در خلال حکومت مشترکش با جونگ نهفته‌است. طبقه دانشوران قبل از حضور یی به حدی در دولت اثر گذار بودند که با طبقه نظامیان به شدت بد رفتاری می‌شد. با تغییر پادشاهان و انتقال قدرت از طبقه دانشوران به نظامیان، گوریو با عصر جدیدی مواجه گشت. ماترک نهایی و بسیار مهم وی ارتباطش با یی سونگ گی مؤسس سلسله چوسان می‌باشد. یی این برادر جوان تر یی اوی بنگ، ششمین نسل از اجداد یی سونگ گی بود و بدین ترتیب یی اوی بنگ و یی سونگ گی به همدیگر ارتباط پیدا می‌کنند.